# Crescendo (2019)
Crescendo ist ein Spielfilm von Dror Zahavi aus dem Jahr 2019. Die Premiere war im Juli 2019 am Filmfest München.

## Handlung
Eine Charity-Organisation plant ein Orchesterprojekt mit jungen israelischen und palästinensischen Musikern, das der deutsche Stardirigent Eduard Sporck zu einem Konzert im Rahmen einer Nahost-Friedenskonferenz in Südtirol führen soll. Dabei erweist sich schon das anfängliche Vorspiel der einzelnen Bewerber in Tel Aviv als menschlich schwierig, zu sehr nehmen die zwei Nationalitäten einander als Feinde wahr. Einige palästinensische Bewerber wurden trotz schriftlicher Sondererlaubnis an den Checkpoints zurückgehalten.
Sporck verabschiedet sich schnell von seinem Vorhaben einer künstlerisch hochklassigen Arbeit, da eine 50/50-Besetzung aus beiden Nationalitäten verlangt wird, die meisten palästinensischen Musiker aber aufgrund ihrer eingeschränkten Möglichkeiten nicht auf dem Niveau der israelischen spielen. Nur dürftig wird der tiefsitzende Hass auf beiden Seiten durch das gemeinsame Projekt überdeckt. Am Probenort in Südtirol führt Sporck die jungen Menschen neben der nötigen Probenarbeit auch dahin, einander zuzuhören und als Menschen zu respektieren. Konflikte entzünden sich vor allem immer wieder zwischen der palästinensischen Violinistin Layla, die Sporck zur Konzertmeisterin ernannt hat, und ihrem spieltechnisch überlegenen israelischen Kollegen Ron, der den palästinensischen Musikern anfangs nur mit hochmütiger Verachtung begegnet. Sporck inszeniert Begegnungsspiele, um die zwei einander verhassten Gruppen zum Gespräch zu bewegen und Aggressionen kontrolliert abzubauen, was sehr langsam auch in Gang kommt.
Die israelische Hornistin Shira und der palästinensische Klarinettist Omar verlieben sich ineinander. Als Sporck dem hochtalentierten Omar, den in seiner Heimat im Westjordanland nur eine Zukunft als Gelegenheitsmusiker erwartet, ein Musikstudium in Europa in Aussicht stellt, lässt er sich von Shira dazu überreden, gemeinsam durchzubrennen und in Europa zu bleiben, da ihre Eltern mit dieser Liaison niemals einverstanden wären. Mit ihren Videonachrichten nach Hause unterlaufen sie die Sicherheitsmaßregeln. Auf der nächtlichen Flucht prallt Omar mit einem Auto zusammen und stirbt – ob Unfall oder Anschlag, bleibt im Film offen, doch ein Anschlag liegt nahe.
Nach diesem Ereignis wird das Konzertprojekt abgeblasen. Der gegenseitige Hass entlädt sich erneut. In der letzten Szene sitzen die Musiker, wieder durch eine Glaswand getrennt, im Wartebereich des Bozener Flughafens. Ron, durch das Projekt deutlich verändert, packt in der gedrückten Stimmung seine Violine aus und beginnt, Ravels Boléro zu spielen. Die anderen Musiker beider Seiten stimmen ein und spielen eine gekürzte Version des Stücks gemeinsam durch.

## Sprachen
Zumindest in der deutschen Version wird auf jegliche Synchronisation verzichtet, stattdessen werden Untertitel eingesetzt. Die Volksgruppen untereinander sprechen ihre Muttersprachen, gemeinsame Projektsprache ist Englisch.

## Kritiken
Die Deutsche Film- und Medienbewertung (FBW) begründet ihr Prädikat „besonders wertvoll“ wie folgt:

„Die Mehrheit sah den mutigen Film allerdings mit großem Respekt. Ihrer Meinung nach macht ihn gerade die Zuspitzung der Positionen für ein Publikum interessant, das sich nicht mit allen Details des Konflikts auskennt. Der Film vertritt deutlich eine humanistische Perspektive, die eine Aussöhnung für möglich hält, indem man durch die gemeinsame Arbeit an der Musik lernt, sich gegenseitig als Mensch wahrzunehmen. Dies ist eine Botschaft, die universell gilt und auch auf andere Konflikte, wie den Umgang mit Flüchtlingen, übertragen werden kann. Der Konflikt ist so vielfältig, dass man ihn reduzieren muss und nicht sämtliche Details behandeln kann. Dies ist mit einem klaren und schlüssigen Drehbuch, das einen großen Bogen schlägt, aber viele wichtige Details und starke Identifikationspersonen aufweist, sehr gut gelungen.“

Die Jüdische Allgemeine attestiert dem Film Realismus und Spannung. Lediglich die Szenen, in denen sich jüdische und muslimische Musiker ihre Erfahrungen berichten, seien wenig überzeugend.
Der Filmdienst urteilt: „Inspiriert durch den Erfolg des 1999 von Daniel Barenboim gegründeten West-Eastern Divan Orchestra will das Drama von der Überwindung von Ressentiments durch die Kraft der Musik erzählen, enttäuscht aber letztlich. Die Konflikte und Gegensätze werden dabei aber zu schematisch entwickelt, die Figuren überzeichnet oder mit Bedeutung überladen.“